# Lenape (pomme de terre)
Pour les articles homonymes, voir Lenape.
Lenape est une variété de pomme de terre à chair blanche sélectionnée aux États-Unis en 1967 pour la qualité de ses tubercules, très adaptée à la production de chips, et ses qualités agronomiques (rendement et résistance aux maladies et aux déprédateurs).
Malgré les promesses de succès commercial, cette variété fut exclue du marché par les autorités sanitaires des États-Unis et du Canada à cause de sa teneur trop élevée en glycoalcaloïdes, découverte après un début d'intoxication d'un sélectionneur de l'Ontario. Elle reste cependant utilisée comme géniteur dans les programmes de sélection.
C'est un exemple souvent cité des risques induits pour la sécurité alimentaire de variétés issues des méthodes de sélection traditionnelles qui conduisent à l'introduction de gènes indésirables dans les nouvelles créations.
Le nom de 'Lenape' dérive de celui d'une tribu amérindienne du Delaware, les Lenni-Lenapes.

## Caractéristiques
La plante est très résistante au virus A et résistante au mildiou tant sur tubercules (résistance moyenne à élevée) que sur feuillage (résistance faible à élevée).

## Origine génétique
Cette variété, officiellement créée le 15 novembre 1967 par les services (Crop Research Division) du Département de l'Agriculture des États-Unis (USDA) et publiée initialement sous le numéro 'USDA B 5141-6', est issue du croisement d'une variété américaine très populaire, 'Delta Gold', et d'un hybride créé par l'USDA sous le matricule 'B 3672-3'. Ce dernier, qui compte dans ses ascendants de deuxième génération, une pomme de terre sauvage originaire de la région du Chaco en Amérique du Sud, Solanum chacoense, avait été retenu pour apporter les qualités de résistance à certaines maladies, dont le mildiou.
'Lenape' est à l'origine de plusieurs variétés de pommes de terre créées aux États-Unis et au Canada, dont 'Atlantic', 'Belchip', 'Chipbelle', 'Denali', 'Russette', 'Suncrisp'.